# 日本美容専門学校

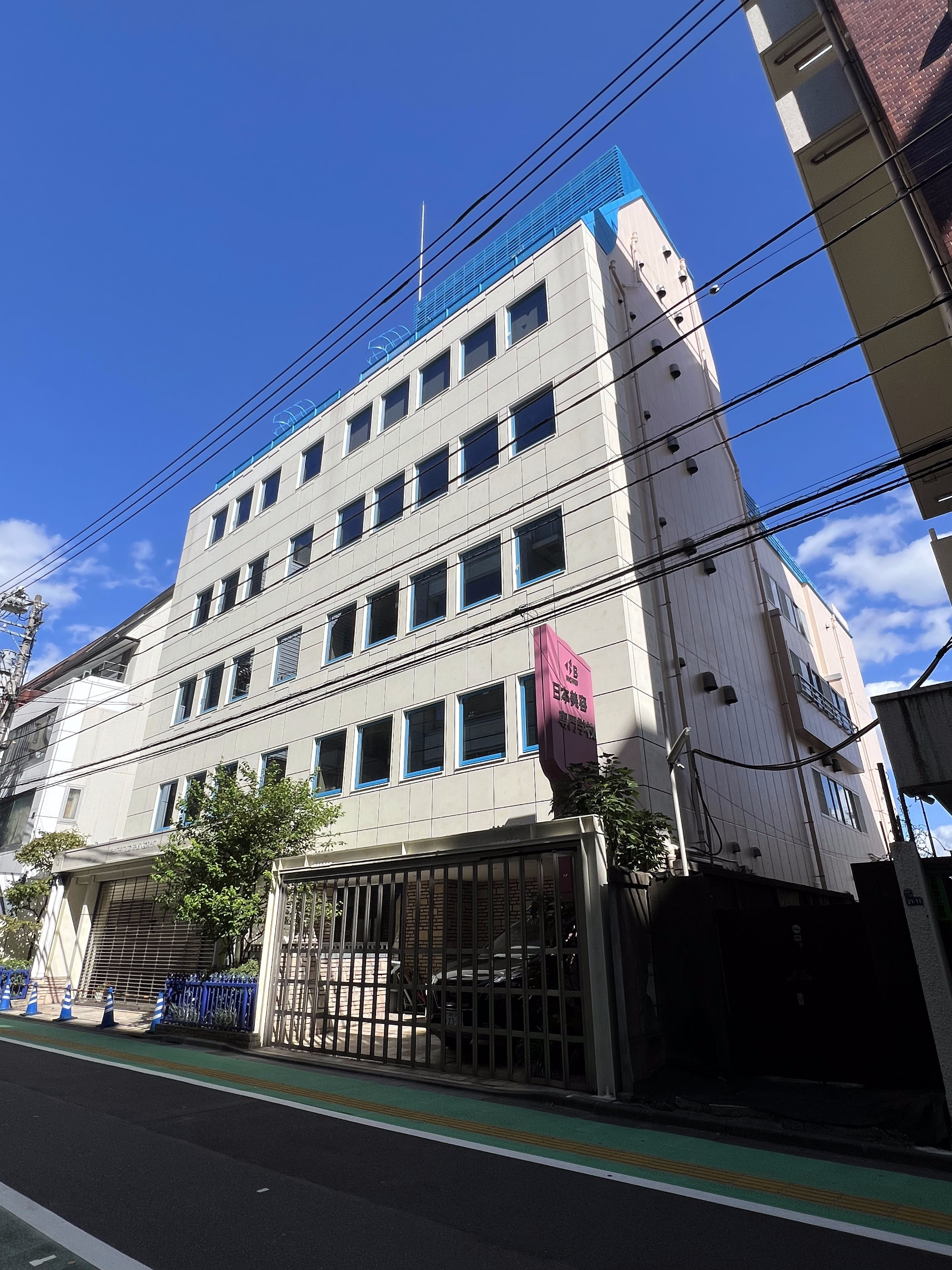

日本美容専門学校（にほんびようせんもんがっこう、Nippon Beauty Academy）とは、東京都新宿区高田馬場に所在する美容専門学校。1954年（昭和29年）、美容師の全国組織「日本美容師会」を母体に創立された。

## 所在地
東京都新宿区高田馬場1-21-12（JR山手線、西武新宿線、地下鉄東西線「高田馬場」駅下車。徒歩5分）

## 沿革
- 1947年（昭和22年） - 美容の全国組織として「日本美容師会」が結成。
- 1949年（昭和24年） - 現在地150坪を学校用地として購入。翌年、日本美容師会の事務所及び講習所、木造平屋80坪を建築。
- 1954年（昭和29年） - 慶應義塾大学奥野信太郎教授を初代校長に迎え定員100名の日本美容師会付属日本美容専門学校として創立。
- 1955年（昭和30年） - 日本で初めて、外国人美容師、グレース・ドーランをハリウッドから講師に招聘。各地で研修会を開催。
- 1957年（昭和32年） - 法制度の充実にともない、日本美容師会は発展的に解散、環境衛生同業組合の結成に参画する。
- 1962年（昭和37年） - 校舎を改築、木造2階建200坪に拡大。
- 1965年（昭和40年） - 重量鉄骨4階建の校舎寄宿舎を完成。
- 1968年（昭和43年） - 1月、奥野校長が急逝。創立以来の講師で東京女子医大教授の中村敏郎博士を次代校長に迎える。
- 1976年（昭和51年） - 学校教育法が一部改定され専修学校制度が発足。専修学校の認可を得、同時に短大に準ずる教育内容をめざす専門科を開設。
- 1979年（昭和54年） - 創立25周年。中村校長が美容師の育成と皮膚科学の社会的貢献により、勲四等旭日章を受賞。専修学校長として最初の叙勲。
- 1981年（昭和56年） - かねてより外国留学生の技術研修の場であった研究科を発展させる形で国際部を設置。
- 1982年（昭和57年） - 卒業生たちの相互研鍍、交流の場として校友会館竣工。また「メイクアップスクール」を開設。
- 1984年（昭和59年） - 本科卒業生が10,000人を突破。また日本の産業教育が100年を迎えた年でもあ、網倉妃葉子理事長が功労者の一人として国より表彰される。
- 1988年（昭和63年） - N・Bアカデミーを開設。
- 1992年（平成4年） - 初代理事長網倉妃葉子が会長となり、網蔵卓爾が2代目理事長に就任。ロンドン市内にN・Bロンドンアカデミーを開校、長期・短期にわたって海外研修が可能になる。
- 1999年（平成11年） - 創立45周年記念事業の一環として、より近代的な教育システムを導入した地上7階地下1階の新校舎が完成。
- 2002年（平成14年） - 2号館（地上3階地下1階）を増設。
- 2003年（平成15年） - 日美学生ホール「アカンサスルーム」を設置。
- 2004年（平成16年） - 創立50周年を迎える。
- 2006年（平成18年） - 哲学美学比較研究国際センター所長、東京大学名誉博士である今道友信を第四代校長に迎える。
- 2008年（平成20年） - 昼間部定員増に伴い3号館を増設。

## 著名な卒業生
- マダム路子（日本初魅力研究家、美容家、作家）
- 成田凌（俳優）
- 朝比パメラ（モデル）
- NANAMI（ファッションモデル）
- 吉田潤 (美容師)
- 小田切ジュン（AV男優）
- 阿部博人（実業家、評論家）